# Commiphora ulugurensis
Commiphora ulugurensis är en tvåhjärtbladig växtart som beskrevs av Adolf Engler. Commiphora ulugurensis ingår i släktet Commiphora och familjen Burseraceae. Inga underarter finns listade i Catalogue of Life.